# West Tawakoni
West Tawakoni – miasto w Stanach Zjednoczonych, w stanie Teksas, w hrabstwie Hunt.